# Amboise
Amboise je francouzské město na řece Loiře v departmentu Indre-et-Loire, přibližně 14 km od města Tours. Dnešní malé město v minulosti taktéž hostilo královský dvůr.

## Geografie
Město se nachází v sousedství obcí Lussault-sur-Loire, Saint-Martin-le-Beau, Dierre, La Croix-en-Touraine, Civray-de-Touraine,Souvigny-de-Touraine,Saint-Règle, Chargé, Nazelles-Négron, Pocé-sur-Cisse a Limeray.

## Historie
První zmínky o Amboise, Latinsky Ambacia, jsou již 1. století př. n. l.. V roce 503 zde král Chlodvík I. uzavřel mír s vizigóty. Roku 1540 zde sídlil dvůr krále Karla V., který cestoval po Francii, v té době taktéž vyhořela část zámku. V roce 1560 zde proběhlo tzv. Amboisské spiknutí, během kterého se francouzští hugenoti spolčili s rodem Bourbonů a pokusili se převzít moc ve Francii.
V letech 1516 až 1519 zde žil a zemřel Leonardo da Vinci.

## Pamětihodnosti
- Zámek Amboise
- Da Vinciho vila blízko zámku Clos Lucé
- Sedmipatrová Pagode de Chanteloup
- Fontána od sochaře a malíře Maxe Ernsta

## Demografie
Počet obyvatel

## Partnerská města
- Baleni, Rumunsko
- Boppard, Německo
- Fana, Mali
- Suwa, Japonsko
- Vinci, Itálie

## Galerie

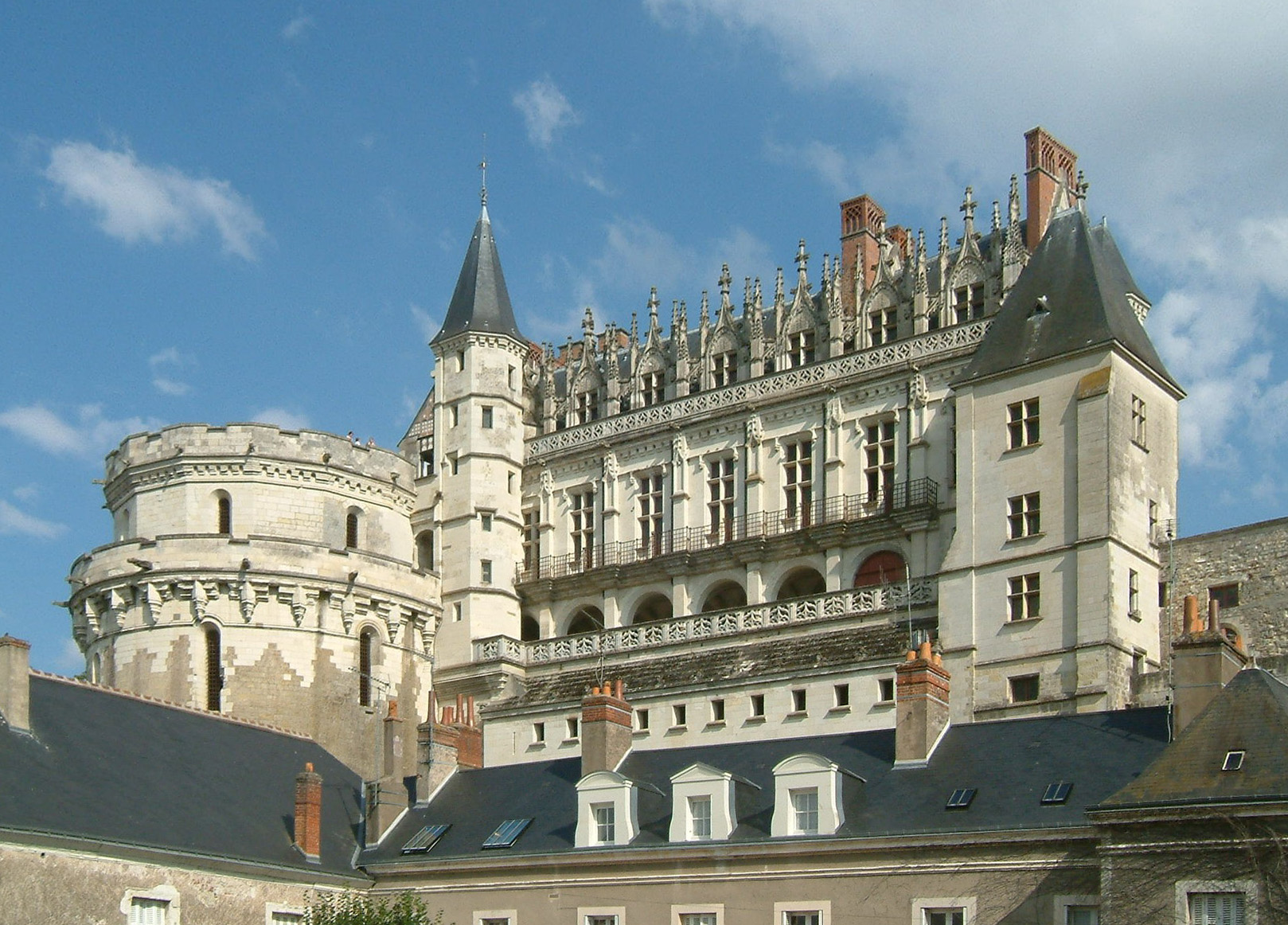
Zámek Amboise
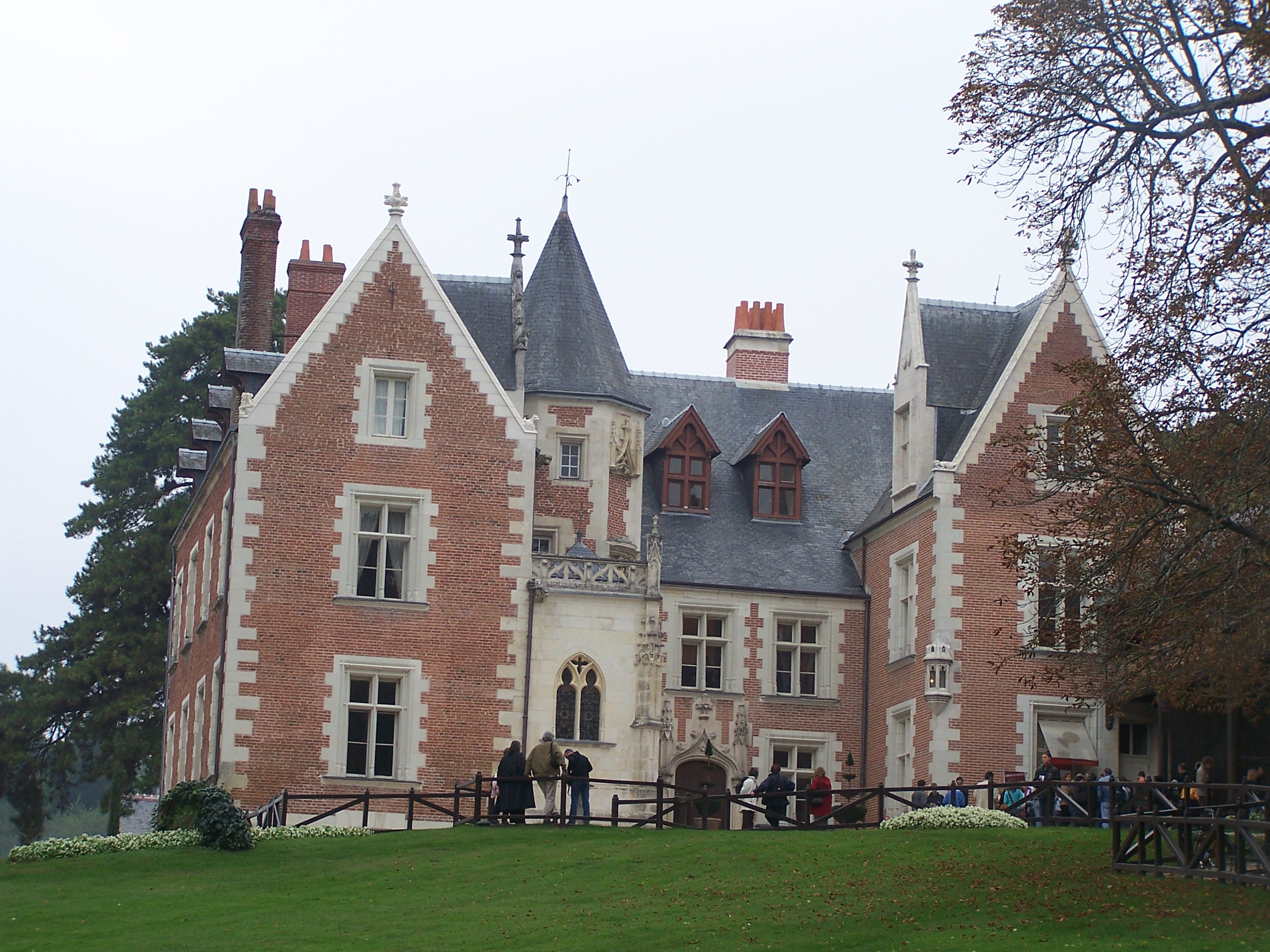
Vila Clos Lucé